# Klanjec
Klanjec è una città della Croazia, nella regione di Krapina e dello Zagorje.